# Insektenzucht
Insektenzucht (englisch: insect rearing oder insect farming) ist die künstliche Vermehrung von Insekten zur Befriedigung menschlicher Bedürfnisse (Nutzinsekten), zum Beispiel als Lebensmittel (Speiseinsekten), als Futtermittel (Futterinsekten), zur Bestäubung von Kulturpflanzen oder zur biologischen Schädlingsbekämpfung.
In der Regel werden Insekten dabei auf besonderen Nährsubstraten gehalten und vermehrt, eine eigentliche Zucht, also eine gezielte genetische Veränderung, ist damit im Normalfall nicht verbunden. Ausnahme ist die traditionelle chinesische Seidenraupen-Zucht, bei der der wilde Bombyx mandarina zum Haustier Seidenspinner (Bombyx mori) weitergezüchtet wurde; der ebenfalls Seide liefernde Pfauenspinner Samia ricini ist wohl ebenfalls erst in der Zucht aus der Wildform Samia canningi hervorgegangen. Auch die Imkerei hat zahlreiche Rassen der Westlichen Honigbiene züchterisch verändert. Die Imkerei wird häufig allerdings nicht zur eigentlichen Insektenzucht gerechnet.

## Als Lebensmittel

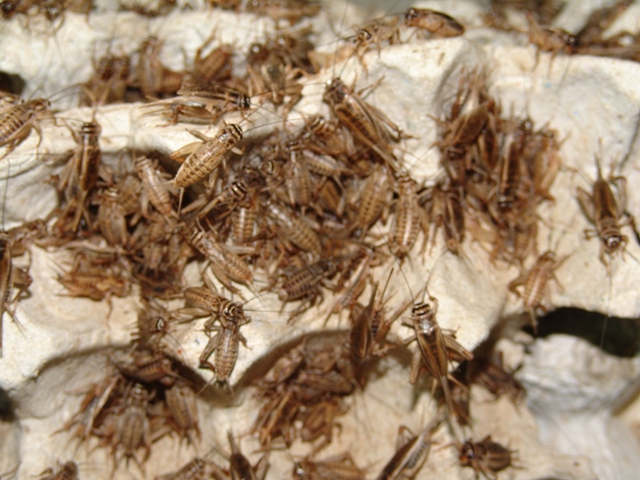
Zucht von Grillen in Thailand

Bedeutung besitzt die Zucht von Speiseinsekten für die menschliche Ernährung vor allem in Südostasien und dort Thailand. Dort sollen etwa 20.000 Farmer Heimchen (Acheta domesticus, eine Grillenart) und weitere 120 Sagowürmer (Larven des Rüsselkäfers Rhynchophorus ferrugineus) als Speiseinsekten für den menschlichen Verzehr züchten. Die Heimchen werden in erster Linie mit normalem, kommerziellen Hühnerfutter ernährt, dessen Preis für die Wirtschaftlichkeit daher wesentlich ist. Die Technik der Zucht wurde an der Universität Khon Kaen entwickelt. Die Jahresernte der Farmen wird auf 7500 Tonnen (Stand: 2011) geschätzt.
In Europa existieren diverse Speiseinsekten-Farmen in den Niederlanden, Belgien und Frankreich, die vor allem Larven des Getreidesschimmelkäfers und Mehlkäfers sowie Heimchen als Lebensmittel und zur Weiterverarbeitung in Insekten-Lebensmitteln produzieren. Obwohl in den Industrieländern laut aktueller Forschung die Vorbehalte gegen das Essen von Insekten abnehmen, erscheint eine größere Rolle von Insekten laut Meinung einzelner Experten in der Ernährung hier unwahrscheinlich.
Die meisten der nach einer Aufstellung der Ernährungs- und Landwirtschaftsorganisation der Vereinten Nationen (FAO) knapp 1700 in verschiedenen Teilen der Welt zum menschlichen Verzehr genutzten Insektenarten werden allerdings nicht gezüchtet, sondern aus ihren Wildvorkommen besammelt.

## Als Tierfutter
Die Züchtung von Insekten als Tierfutter ist in der Aquaristik und Terraristik weit verbreitet, wo zahlreiche Hobby-Halter Heimchen, Mehlwürmer (Larven des Mehlkäfers Tenebrio molitor) und zahlreiche andere Arten als Futtertiere züchten. Futtertiere für diese Zwecke werden auch gehandelt, ihre Zucht besitzt durchaus einige wirtschaftliche Bedeutung. Allein in den USA werden mehr als 5 Millionen Grillen pro Woche von ca. 30 kommerziellen Grillenfarmen an Tierhalter versandt. Derzeit laufen Versuche, Fliegenmaden wie die Larve der Schwarzen Soldatenfliege (Hermetia illucens) als Futtertier in der Fischzucht einzusetzen, um den Einsatz von Fischmehl zu reduzieren. In der landwirtschaftlichen Viehzucht ist der Einsatz von Insekten als Futter bislang nicht üblich, Zulassung für den Einsatz bei Schweinen und Geflügel liegen in der Europäischen Union inzwischen aber vor.

## Als Bestäuber
Insektenzucht für die Bestäubung von Nutzpflanzen ist vor allem für den Einsatz im Gewächshaus bedeutsam, wo die meisten natürlichen Bestäuber ausfallen. Neben Honigbienen werden vermehrt Hummeln zu diesem Zweck eingesetzt. Erste Ansätze dazu gibt es seit den 1970er Jahren. Kommerzielle Züchter arbeiten seit Ende der 1980er Jahre in Belgien und den Niederlanden, wo heute noch die drei größten der etwa 30 weltweiten kommerziellen Produzenten ihren Sitz haben. Seit etwa 1992 setzen alle holländischen Tomatenzüchter Hummeln ein, die die vorher übliche Bestäubung per Hand vollkommen verdrängt haben. Für das Jahr 2004 wird bereits mit etwa einer Million Hummelkolonien jährlich gerechnet.

## Für die Schädlingsbekämpfung
Auch der Einsatz gezüchteter Insekten in der biologischen Schädlingsbekämpfung ist vor allem in Treibhäusern üblich. Im Jahr 2006 produzierten in Nordamerika (USA und Kanada) 22 große Betriebe insgesamt 38 Nützlingsarten. Ihr Umsatz wurde auf etwa 25 bis 30 Millionen Dollar abgeschätzt.

## Risiken
Während Gefahren für die menschliche Gesundheit bisher nicht bekannt sind und von Experten als unwahrscheinlich eingeschätzt werden, bestehen Umweltgefahren, wenn gezüchtete Insekten außerhalb ihres natürlichen Verbreitungsgebiets aus der Zucht oder dem Gewächshaus entkommen und sich als Neozoen im Freiland ansiedeln. Im Europa hat vor allem der Fall des Asiatischen Marienkäfers Harmonia axyridis Aufsehen erregt, der nach seinem Entkommen aus der Zucht für die biologische Schädlingsbekämpfung im Jahr 2001 inzwischen die häufigste europäische Marienkäfer-Art geworden ist. In Nordamerika wird die Etablierung der europäischen Dunklen Erdhummel Bombus terrestris, mit unbekannten Folgen für die heimische Fauna, befürchtet. Solche Folgen sind in Südamerika bereits eingetreten, eine dort heimische Art erscheint durch die Konkurrenz europäischer eingeführter Hummeln vom Aussterben bedroht.